# Erste Wohnungsgenossenschaft Berlin-Pankow

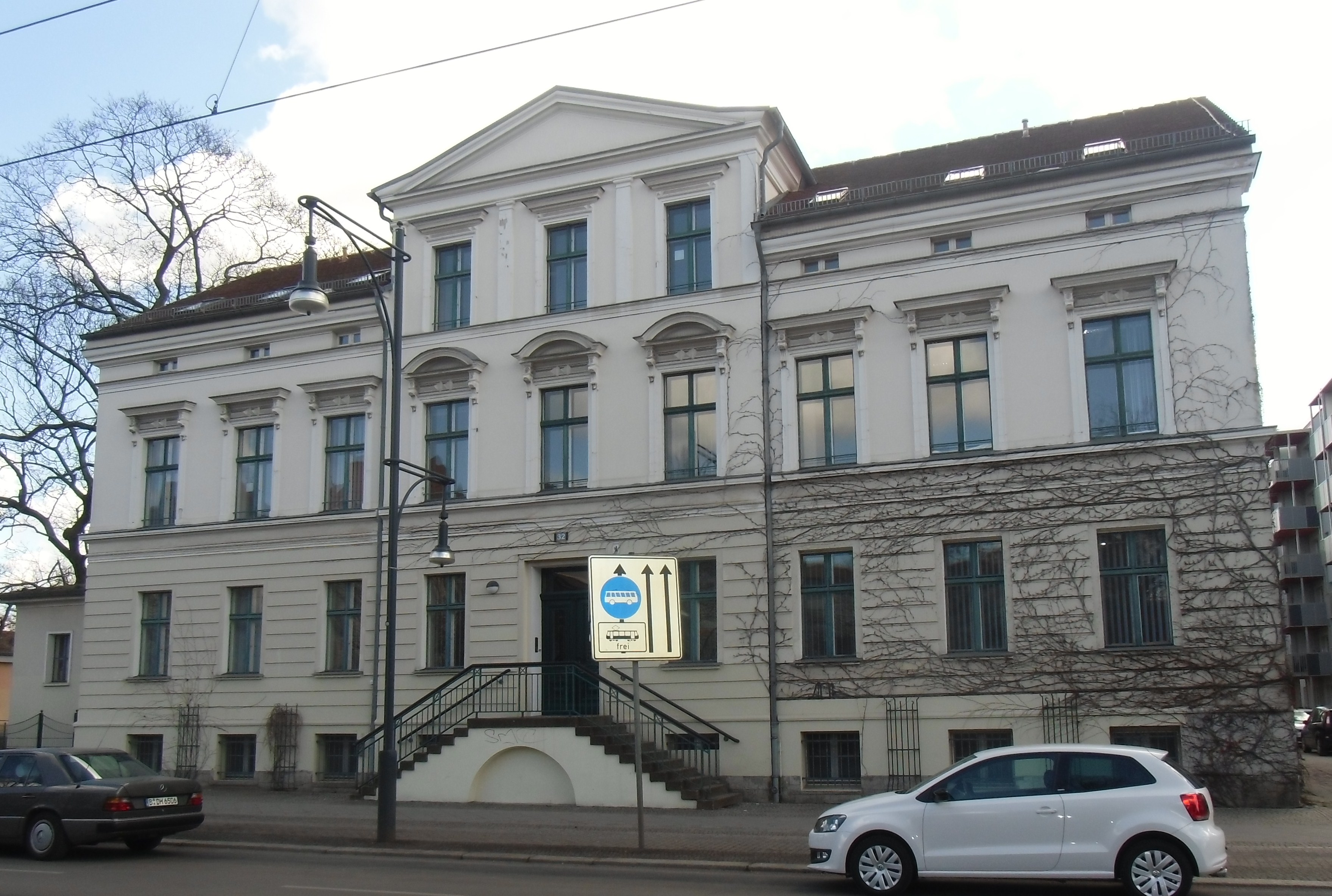
Geschäftsstelle

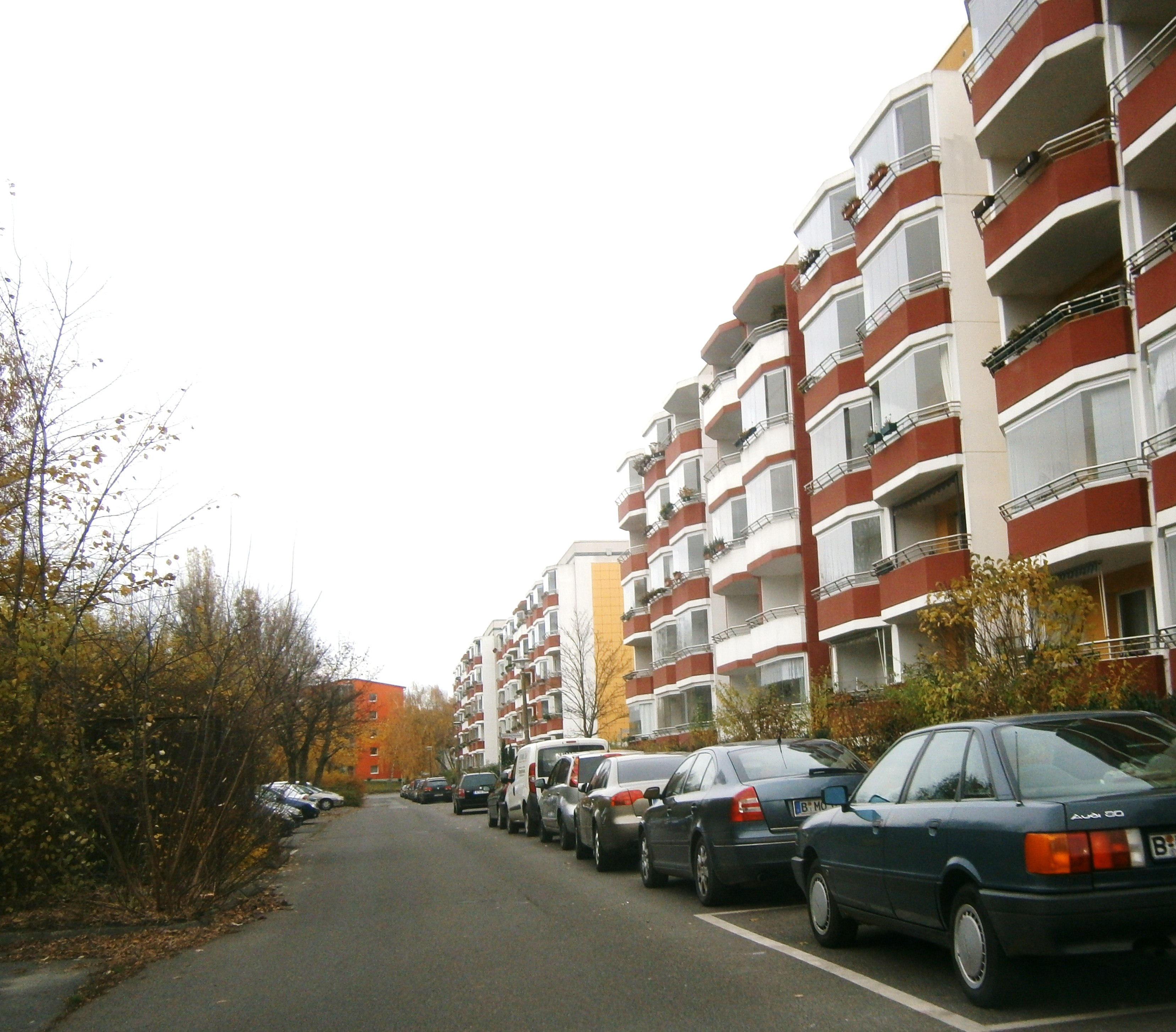
Karower Chaussee in Buch

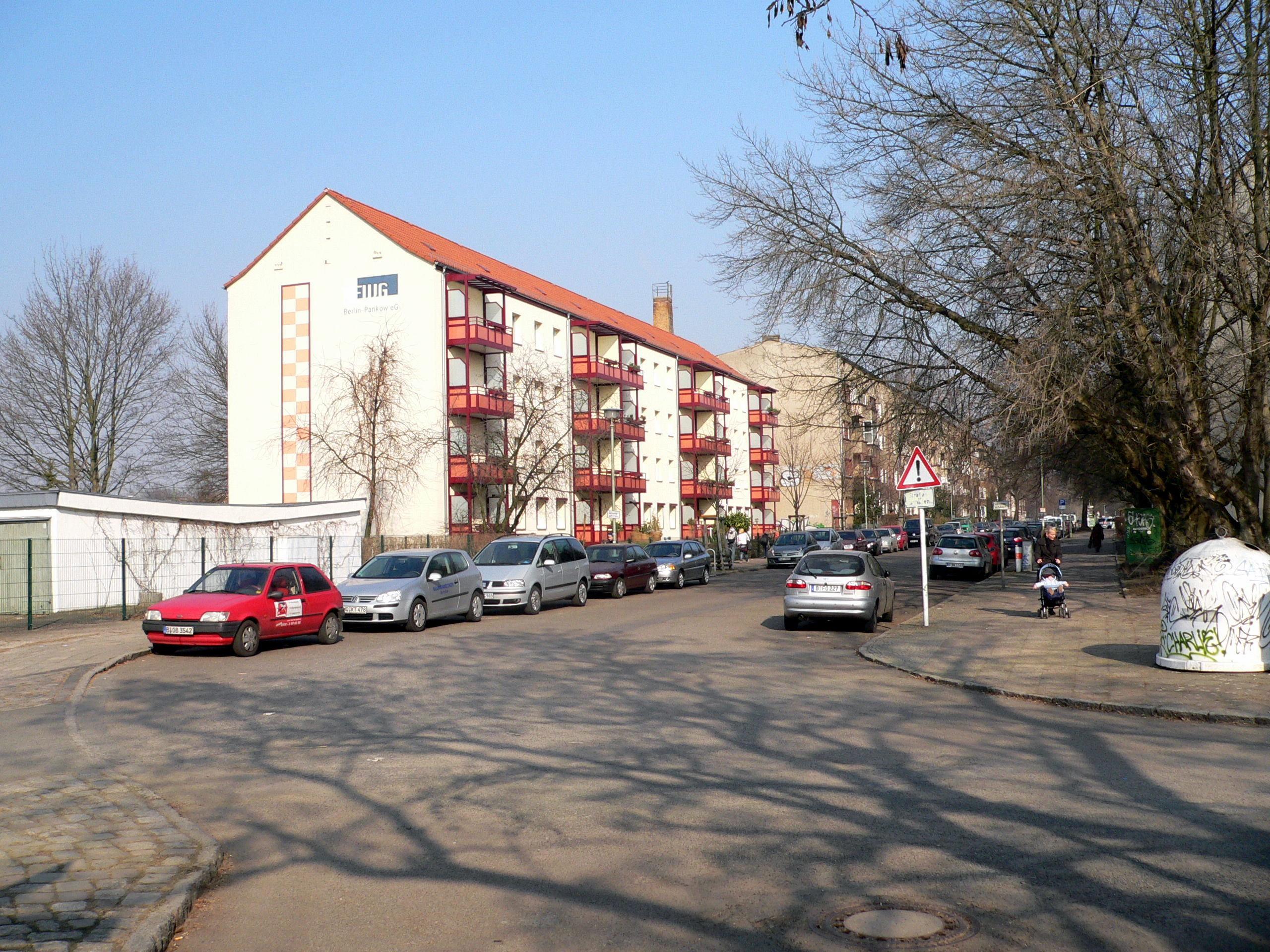
Dolomitenstraße in Pankow

Die Erste Wohnungsgenossenschaft Berlin-Pankow eG ist eine Wohnungsbaugenossenschaft in Berlin-Pankow. Am 14. Dezember 1955 wurde die Arbeiterwohnungsbaugenossenschaft Neues Deutschland gegründet und hieß nach mehreren Änderungen später AWG Klinikum Berlin-Buch. Seit 1965 besteht sie in ihrer heutigen Form. Zurzeit besitzt die Genossenschaft 3.552 Wohnungen überwiegend in den Ortsteilen Pankow und Buch und zählt etwa 4.000 Mitglieder. Der Gebäudebestand ist zu ca. 70 % modernisiert.
Seit 2006 arbeitet die Genossenschaft eng mit sozialen Trägern wie der Caritas zusammen und baute entsprechend deren Anforderungen verschiedene Gebäude in Buch seniorengerecht und barrierefrei um.

## Rechtsstreitigkeiten
Die Genossenschaft wurde durch mehrere juristische Auseinandersetzungen bekannt, so zum Beispiel, als sie 700 Mieter verklagte, die einer Mieterhöhung nicht zugestimmt hatten. Die Klagen mussten schließlich zurückgenommen werden.
Vertreter, die sich daraufhin auf der außerordentlichen Vertreterversammlung kritisch gegen den Vorstand unter der Leitung von Wolfgang Busch geäußert hatten, wurden aus der Genossenschaft durch den Vorstand ausgeschlossen. Dieser Ausschluss war laut Gericht rechtswidrig, wie vom Landgericht Berlin bestätigt wurde. Der Versuch, einen betroffenen Vertreter weiterhin von der Vertreterversammlung auszuschließen, war ebenfalls unberechtigt, entschied 2001 der Bundesgerichtshof.
Die Genossenschaft stand ab Februar 2004 weiter in den Schlagzeilen, als die Verhandlung vor dem Landgericht Berlin gegen den früheren Vorstandsvorsitzenden Wolfgang Busch wegen des Vorwurfs der Untreue eröffnet wurde. Er war in diesem Amt von 1991 bis 2002 und soll bei seinem Ausscheiden eine Abfindung von 510.366,75 Euro bezogen haben, die aufgrund unbefugter Vertragsänderungen möglich geworden war. Der frühere Aufsichtsratsvorsitzende Holger Schulz wurde als Mittäter angeklagt. Einer Rechtsanwältin und einem ihrer Mitarbeiter wurden Beihilfe vorgeworfen. Im Mai 2005 ging das Verfahren in die zweite Instanz.